# Mercado del Sur
El Mercado del Sur es una plaza de abastos cubierta en la ciudad asturiana de Gijón. 

## Ubicación
Está situado entre las actuales Plaza de Europa y Plaza del Seis de Agosto, en el barrio de El Centro. 

## Historia

### Origen
El Ayuntamiento de Gijón tenía problemas económicos y de obtención de terrenos para construir un mercado cubierto. En 1897 surge una sociedad anónima encabezada por José de Las Clotas, Eduardo Martínez Marina y Vicente Ibaseta con el objetivo de construir un edificio de estas características. El sitio iría destinado a la venta de productos agrícolas.

### Construcción y diseño
La construcción comenzó en 1898, inaugurándose el día 7 de mayo de 1899. El diseño corrió a cargo del arquitecto municipal Mariano Medarde y el ingeniero Buenaventura Junquera. De planta pentagonal irregular tiene estructura metálica (realizada en la Fábrica de Mieres) a base de columnas de hierro fundido. La organización interior es la clásica en este tipo de edificios, con cuatro entradas. El cerramiento exterior está resuelto a base de muro perforado por amplios ventanales delimitados por molduras ornamentales, con clara inclinación hacia lo decorativo de los elementos eclécticos utilizados.

### Remodelación

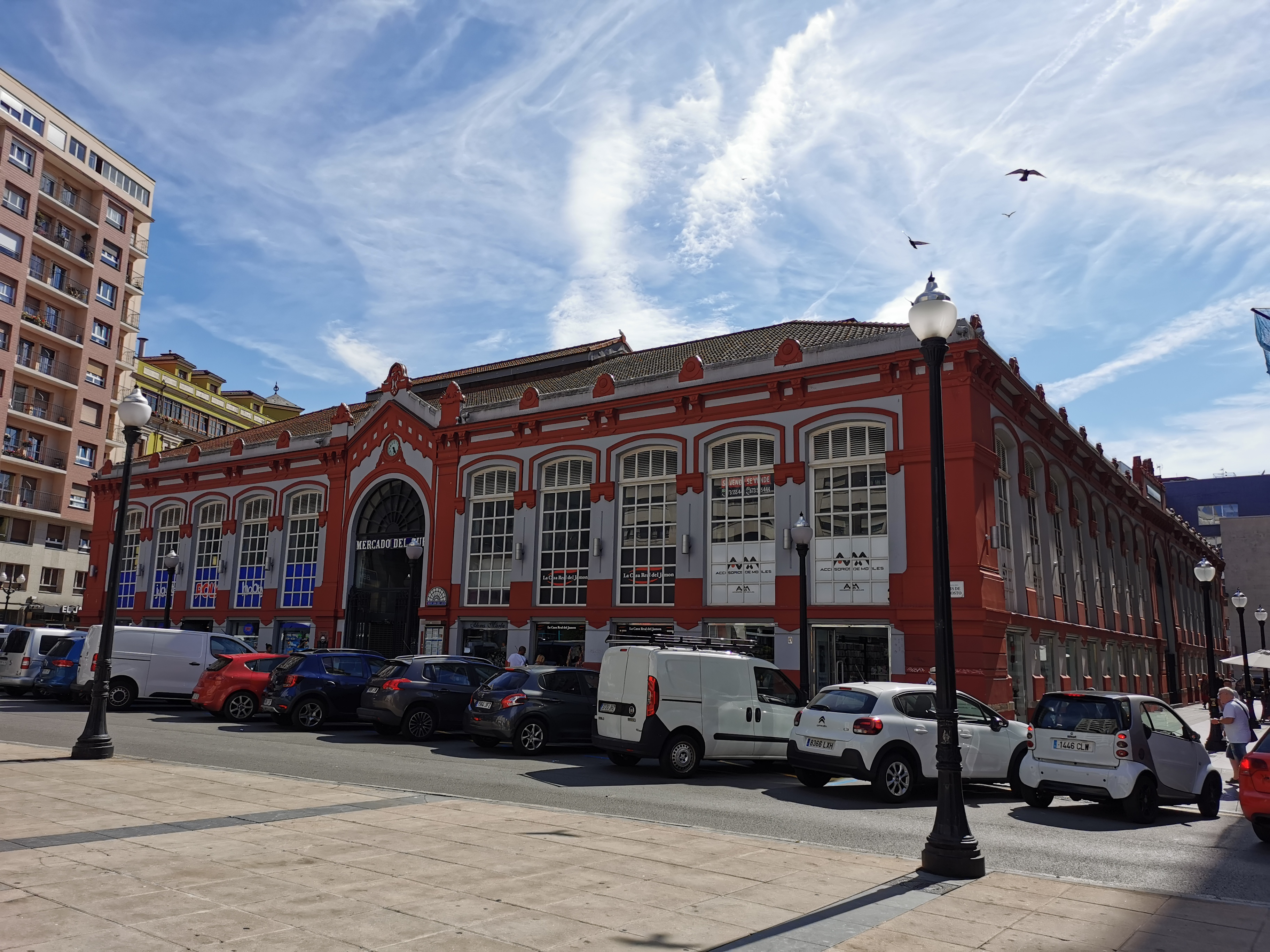
Destaca por sus grandes ventanales y su ornamentación

En los años 1980 el mercado estaba considerablemente deteriorado. En 1984 se restaura la fachada. A finales de los 1990 el edificio se renueva íntegramente y reabre en 2001. Al contrario que los otros mercados gijoneses, este sigue teniendo su función de plaza comercial, puesto que la Pescadería Municipal (1930) son oficinas municipales y el Mercado Jovellanos (1876) fue demolido. 

## Usos
El edificio contaba en 2019 con 32 negocios y 9 puestos vacíos.